# Solrun Flatås
Solrun Flatås Risnes, née le 28 août 1967 à Tynset, est une coureuse cycliste norvégienne.

## Biographie
En l'an 2000, elle est 38e de la course en ligne et 20e du contre-la-montre des Jeux olympiques de Sydney.

## Palmarès sur route[1]

### Palmarès par années
- 1999
  -  Championne de Norvège du contre-la-montre
  - 2e du championnat de Norvège sur route
- 2000
  - 2e du championnat de Norvège du contre-la-montre
  - 3e du Tour de Thuringe féminin
  - 4e du championnat du monde du contre-la-montre
- 2001
  -  Championne de Norvège du contre-la-montre
  - 4e étape du Tour de Bretagne féminin
  - 2e du Grand Prix des Nations
  - 3e du Tour de Bretagne féminin
- 2002
  -  Championne de Norvège du contre-la-montre
  - 5e étape de Boels Ladies Tour
- 2007
  - 3e du championnat de Norvège sur route